# Offentlig opinion
Den offentlige opinion eller den offentlige mening er inden for samfundsvidenskaben et begreb, der referer til individers holdninger på makroniveau.:220  Begrebet bruges til at beskrive den generelle holdning til et givent spørgsmål i en given offentlighed. Ofte er der tale om et helt samfund, men en offentlighed kan defineres på mange niveauer, herunder også sociale grupper, samfundsklasser og etniske grupper.:7-8  Selvom begrebet er bredt anvendt i den videnskabelige litteratur, er det også blevet kritiseret for at være for uspecifikt eller ikke kunne forklare de komplekse dynamikker, der er inden for en offentlighed på et givent tidspunkt.
I offentligheden beskrives begrebet ofte parallelt med begrebet meningsmåling, der bygger på den samfundsvidenskabelige survey-metode. Ved at indsamle spørgeskemabesvarelser blandt en repræsentativ stikprøve kan inferere hvad den samlede population, dvs. den samlede offentlighed, mener om givent tema. I samfundsvidenskaben beskæftiger man sig desuden med de sociale processer, der forårsager bestemte holdninger. Dette gøres eksempelvis med survey-eksperimenter, der kan teste hvilken effekt forskellige kommunikative vendinger har på holdningsdannelsen, og med fokusgrupper, der kan bruges til at undersøge sociale forhandlingers betydning for holdningsdannelsen. Forskellige samfundsvidenskabelige discipliner undersøger desuden mere specifikke problemstillinger inden for de respektive undersøgelsesfelter. Inden for politiologien beskæftiger man sig eksempelvis med den indflydelse den offentlige opinion har på det politiske system.